# Observatorio Astronómico de Merate
El Observatorio Astronómico de Merate (nombre original en italiano: Osservatorio Astronomico di Merate) está situado en Merate (Lecco), en el norte de Italia. El observatorio ha alojado un telescopio Zeiss de 1 metro de diámetro desde 1926. 
Este Zeiss di Merate es un telescopio reflector equipado con una montura ecuatorial, uno de los telescopios más grandes financiados por el Regno d'Italia ("Reino de Italia") antes de que Italia se convirtiera en república en 1946. 
El mismo tipo de telescopio Zeiss también se instaló en el Observatorio de Hamburgo-Bergedorf y en el Real Observatorio de Bélgica.
Desde el otoño de 2003, se ha utilizado para un programa continuo de observación a largo plazo de estrellas dobles con la técnica de interferometría por puntos. 

## Historia

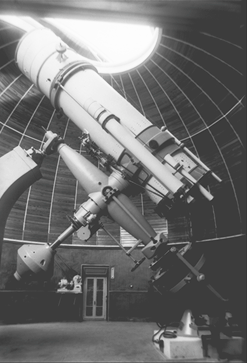
El telescopio Zeiss en 1926

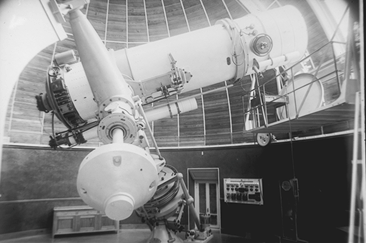
Otra imagen del instrumento en 1926

El Observatorio Astronómico de Merate nació a principios de la década de 1920 como un observatorio independiente del histórico Observatorio Astronómico de Brera, con sede en Milán. El primer telescopio instalado en la nueva ubicación fue un reflector con medidor de apertura que durante muchos años el director Emilio Bianchi intentó obtener sin éxito para la astronomía italiana con el fin de permitirle competir internacionalmente en el campo de la observación y en la búsqueda de paralajes espectroscópicos, debido a los escasos recursos financieros disponibles y al costo prohibitivo de este instrumento.
Ya a principios de 1922 se había contactado con la compañía Zeiss para la  estimación del costo de un refinado telescopio  medidor de doble foco (Newton y Cassegrain), que descansaba sobre una montura ecuatorial inglesa con dos apoyos, pero el costo superaba con creces el presupuesto disponible. Sin embargo, en diciembre del mismo año, gracias a la intercesión del Primer Ministro Benito Mussolini y del senador Luigi Mangiagalli, el telescopio fue asignado a Italia dentro de las reparaciones por daños de guerra impuestas a Alemania tras la Primera Guerra Mundial. El inesperado epílogo abrió la puerta a la llegada del instrumento a Merate, sin ningún desembolso por parte del lado italiano.
Tenía que entregarse antes de 1924, pero la construcción en Zeiss había avanzado lentamente y una visita del propio Bianchi a la fábrica de Jena en abril de 1925 destacó el retraso del trabajo en comparación con los tiempos programados. El telescopio llegó a Merate el 21 de julio de 1926 en treinta y ocho grandes cajas de madera. El montaje comenzó el día 26 bajo la dirección técnica de Paul Rudolph, el jefe técnico de Zeiss, y bajo la supervisión del propio Emilio Bianchi.
Para proteger lo que hoy se denominaría un secreto industrial, Zeiss, en la persona de Rudolph, exigió que no hubiera presencia en la cúpula de personal italiano con conocimientos de mecánica durante el montaje. Los trabajadores empleados para este trabajo fueron reclutados entre los campesinos del distrito, mientras que los técnicos fueron enviados por la misma Zeiss. A pesar de esta prohibición, el director Bianchi pudo infiltrar entre los trabajadores una persona en la que confiaba, un carpintero de la sede de Brera que era un hombre de gran ingenio y agudeza mental. Es sobre todo gracias a sus informes diarios que hoy se conocen los detalles técnicos del montaje. Gino Giotti completó el cuadro de los presentes que cuando terminó el trabajo se encargaría de las mejoras necesarias que requería el instrumento, al igual que Leonida Martin.
El montaje de las partes que hasta ese día habían llegado a Merate en las treinta y ocho cajas finalizó el 9 de agosto. El espejo principal, la compleja regulación del movimiento horario, parte del sistema de reducción gradual de la combinación de Cassegrain, el panel eléctrico y la mecánica de los movimientos finos del eje de declinación (que llegaron más tarde en las siguientes semanas) todavía faltaban. En la tarde del 20 de septiembre de 1926, el telescopio se dirigió hacia el cielo por primera vez, con un motor provisional para el enfoque, y fue muy grande el entusiasmo de los presentes en su primera luz. El sistema se completó totalmente el 15 de octubre de 1926.

## Galería

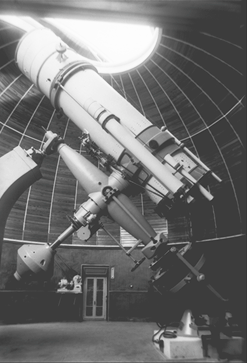
El telescopio Zeiss
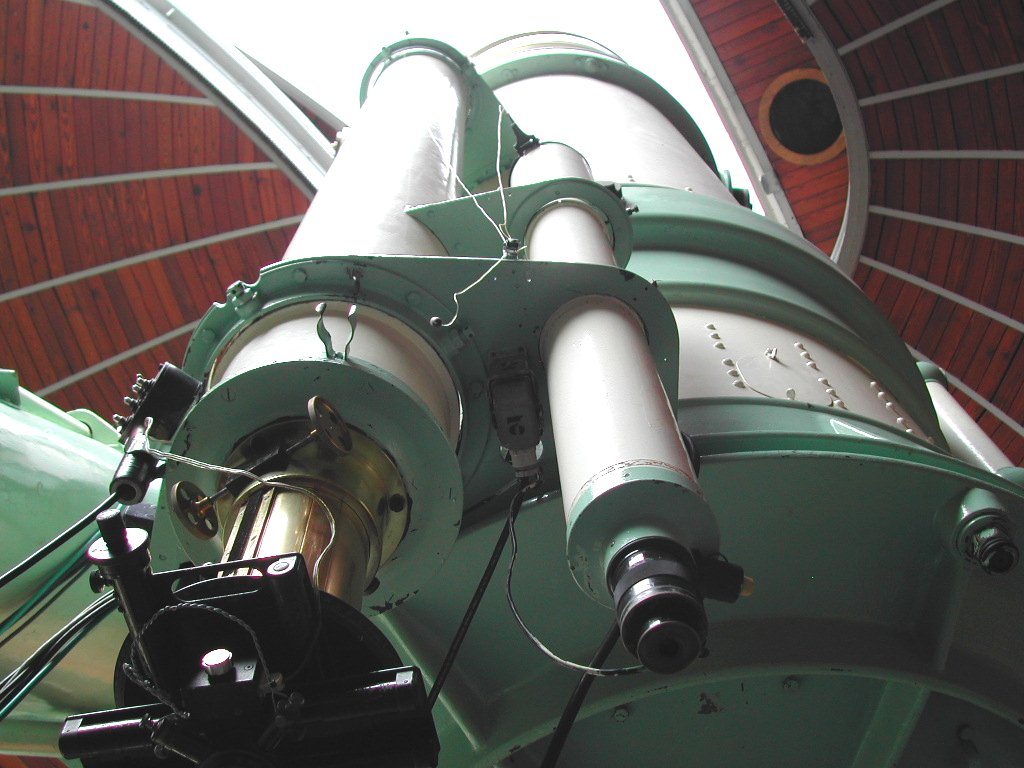
Vista de los telescopios principal y del buscador
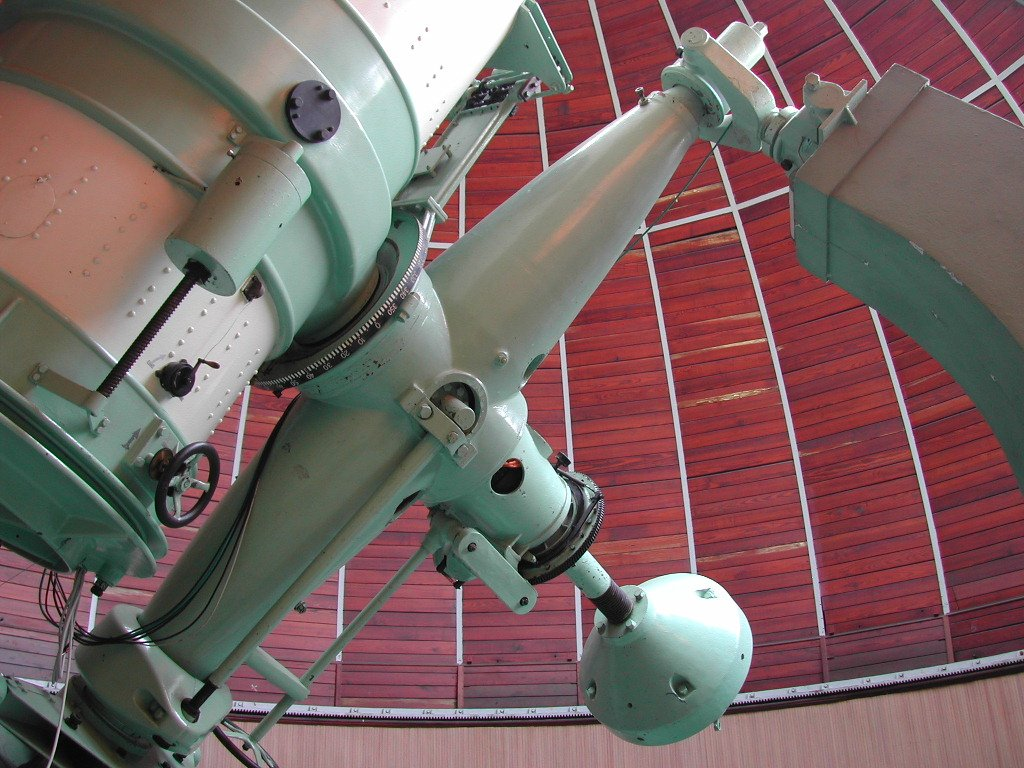
Ejes de ascensión recta y declinación
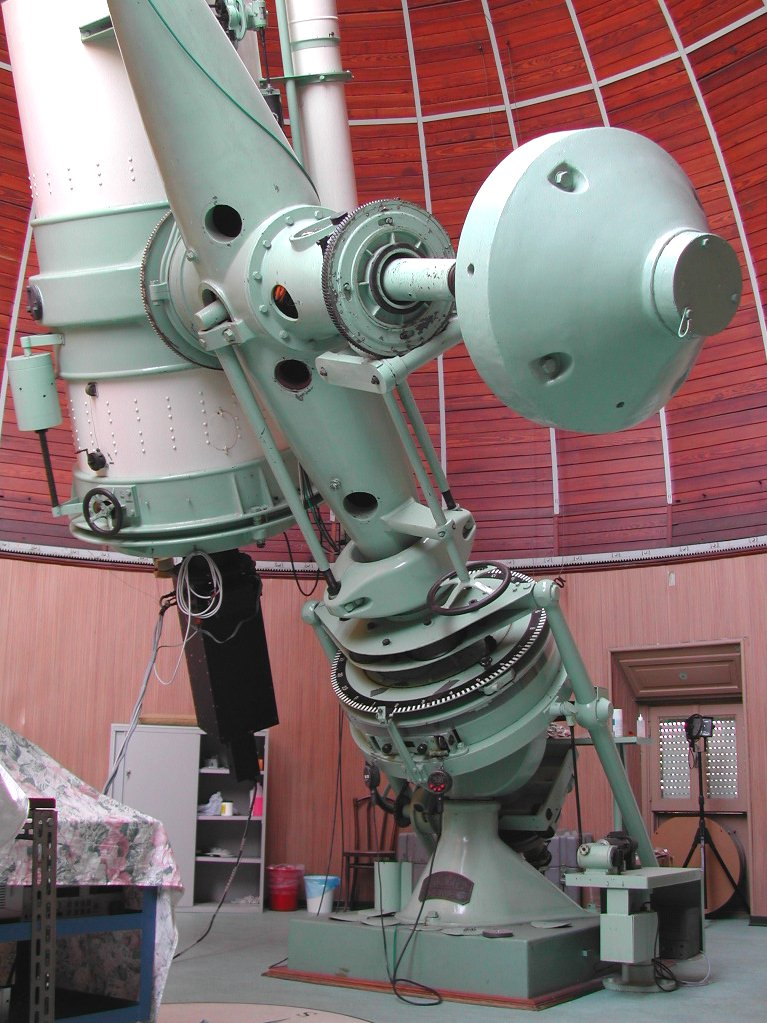
Pilar sur y parte del eje de ascensión recta